# Scharnstein
Scharnstein is een gemeente in de Oostenrijkse deelstaat Opper-Oostenrijk, gelegen in het district Gmunden (GM). De gemeente heeft ongeveer 4500 inwoners.

## Geografie
Scharnstein heeft een oppervlakte van 48 km². Het ligt in het centrum van het land. De gemeente ligt in het zuiden van de deelstaat Opper-Oostenrijk, niet ver van de deelstaten Stiermarken en Salzburg.
Altmünster · Bad Goisern am Hallstättersee · Bad Ischl · Ebensee am Traunsee · Gmunden · Gosau · Grünau im Almtal · Gschwandt · Hallstatt · Kirchham · Laakirchen · Obertraun · Ohlsdorf · Pinsdorf · Roitham am Traunfall · St. Konrad · St. Wolfgang im Salzkammergut · Scharnstein · Traunkirchen · Vorchdorf
- Bibliothèque nationale de France: cb137385492 (data)
- Gemeinsame Normdatei: 4370841-9
- Library of Congress Control Number: n83035827
- Nationale Bibliotheek van Tsjechië: xx0129656
- Nationale Bibliotheek van Israël: 987007536508505171
- Virtual International Authority File: 156605889
- WorldCat: E39PBJqqwXGFBfKQGxRfGd6Myd